# José Ignacio Wert
José Ignacio Wert Ortega (född 18 februari 1950 i Madrid, det första efternamnet uttalas [vert]), är en spansk sociolog, jurist och politiker. Den 22 december 2011 utsågs han till Utbildnings- och kulturminister av Mariano Rajoy, premiärminister i den spanska regeringen.

## Biografi
José Ignacio Wert genomgick sin primär- och sekundärutbildning i Colegio del Pilar i Madrid. Han tog licentiatexamen i Juridik vid Universidad Complutense de Madrid (1972) med spets och fick motta Premio Calvo-Sotelo, och tog också en diplomexamen i Sociologisk Politik vid Institutet för politiska studier. 1973 började han med högskoleexamen vid Radio Televisión Española, och arbetade, först som tekniker och sedan som biträdande direktör i Gabinete de Investigación de Audiencia. 1977 gick han in i Unión de Centro Democrático, och fick flera politiska utnämningar i olika offentliga organisationer. 1978 utsågs han till chef för Servicio de Estudios, som lydde under kabinetten för Estudios de Contenido och det redan nämnda Investigación de Audiencia. 1979 utnämndes han till biträdande generaldirektör i Gabinete Técnico i Centro de Investigaciones Sociológicas (CIS), ett organ som ligger under regeringskansliet, och var ansvarig för genomförandet av mer än 100 opinionsundersökningar. 1980 valde spanska senaten honom som ordförande i spanska radio- och televisionens rådgivande styrelse (Consejo Asesor) på förslag av UCD.
Under krisen för UCD, 1982, övergick Wert till att vara aktiv medlem i Partido Demócrata Popular, och blev en av ledamöterna i dess verkställande nationella utskott. I de allmänna valen 1983, utnämnde partiet honom som kandidat i Coalición Popular (koalitionen bildades av Alianza Popular, PDP och Unión Liberal) för Madrid, vilket resulterade i att han blev vald som ledamot. Han blev kvar i fullmäktige i Madrid till valet 1986, då han valdes till deputerad för valkretsen La Coruña, på nytt som kandidat för PDP på koalitionslistan för Coalición Popular.
Parallellt med sin yrkesmässiga verksamhet vid RTVE och CIS och sin politiska aktivitet, var han akademiskt aktiv, och arbetade som lärare i kommunikationsteori (1974-78) vid fakulteten för informationsteknologi vid Complutenseuniversitetet, och i politisk sociologi (1980-83) vid fakulteten för ekonomisk vetenskap vid Madrids autonoma universitet.